# Carlos Ribera
Carlos Abelardo Ribera Guzman, noto semplicemente come Carlos Ribera (6 febbraio 1997), è un calciatore boliviano, centrocampista del Guabirá.

## Carriera

### Club
Ha giocato nella prima divisione boliviana.

### Nazionale
Con la nazionale Under-20 boliviana ha preso parte al Sudamericano Under-20 2017 disputando tre incontri.